# RSM International
RSM International (RSM) er en britisk multinational revisionsvirksomhed med hovedkvarter i London. RSM omsatte i 2022 for 8 mia. USD og der var 57.000 ansatte.
RSM International blev etableret i 1964 som et mindre netværk der blev kaldt DRM (Dunwoody, Robson Rhodes, og McGladrey & Pullen).